# 91 a.C.

## Eventos

### Roma
- Lúcio Márcio Filipo e Sexto Júlio César são eleitos cônsules romanos[1].
- Início da Guerra Social entre a República de Roma e as comunidades Latinas de Itália.

### Ásia
- Liu Ju, príncipe da coroa pela Dinastia Han, se revolta contra seu pai, o Imperador Wu de Han, e seus tribunais contra bruxaria. Após o fracasso da rebelião, ele se enforca.
- Sima Qian compila os Registros do Historiador.

## Nascimentos
- Imperador Xuan de Han (m. 49 a.C.)

## Mortes
- Quinto Cecílio Metelo Numídico, político romano (n. ca 160 a.C.)
- Liu Ju, príncipe da coroa pela dinastia Han, por suicídio (n. 128 a.C.)
- Lúcio Licínio Crasso, cônsul e orador romano (n. 140 a.C.)
- Marco Lívio Druso, por assassinato
- Imperatriz Wei Zifu, da dinastia Han